# Thomas Niklaus
Thomas Niklaus (* 24. Januar 1965) ist ein ehemaliger deutscher Fußballspieler.

## Karriere
Thomas Niklaus kam über die Stationen Post SV Nürnberg, TSV Altenfurt und 1. FC Nürnberg 1986 zur SpVgg Unterhaching. Mit Unterhaching stieg er in der Saison 1989/90 in die 2. Bundesliga auf und kam in seiner ersten Saison im Profibereich zu 37 Einsätzen und sieben Toren, konnte den umgehenden Wiederabstieg in die Bayernliga aber nicht verhindern. 1992 erfolgte der Wiederaufstieg und Niklaus erzielte in 18 Spielen ein Tor für Unterhaching, stieg am Saisonende mit der SpVgg aber erneut in die Bayernliga ab.